# Potamophilinus bispinosa
Potamophilinus bispinosa is een keversoort uit de familie beekkevers (Elmidae). De wetenschappelijke naam van de soort werd in 1938 gepubliceerd door Hermann Bollow.